# Distenia phaeocera
Distenia phaeocera är en skalbaggsart som beskrevs av Bates 1880. Distenia phaeocera ingår i släktet Distenia och familjen långhorningar.
Artens utbredningsområde är:
- Belize.
- Costa Rica.
- El Salvador.
- Guatemala.
- Honduras.
- Nicaragua.

Inga underarter finns listade i Catalogue of Life.